# Малина (певица)
Малина Станчева (болг. Малина Станчева Станчева), более известная как Малина (род. 7 июня 1967, Севлиево, Болгария) — болгарская поп-фолк-певица.

## Биография
Малина родилась 7 июня 1967 года в городе Севлиево, но росла в болгарском городе Ловеч. Её мать Тодорка и отец Станчо работали ветеринарами. У неё есть брат, который старше её на два года. С детства мечтала петь и танцевать по просьбе её родителей. Малина пошла по стопам родителей и получила высшее образование в городе Стара-Загора, со степенью в области ветеринарной медицины.
Профессионально занималась народными танцами в течение 11 лет и была танцовщицей в цыганском оркестре «Джипси авер». В начале 1990-х годов выпустила видеокассету с оркестром «Магията на ориенталския танц» (рус. Магия восточных танцев). В Швейцарии она понравилась сербским продюсерам и те предложили ей выпускать альбомы в Югославии, но в стране шла война и она вернулась в Болгарию и подписала контракт с звукозаписывающей компанией «Пайнер».
Её карьера началась на сцене фестиваля авторской песни «Фракия Фолк 2000», где она спела дебютную песню «Любовната стрела» (рус. Стрела любви). В том же году выпустила свой первый видеоклип на песню «Само ти» (рус. Только ты), благодаря которому она стала знаменитой.
В феврале 2001 года выпустила дебютный альбом «Огнена звезда» (рус. Огненная звезда), состоящий из 14 песен. В 2003 году Малина выпустила второй альбом, названный в её честь.
После двухлетнего отсутствия Малина вернулась на сцену в рамках турне телеканала «Планета». В октябре того же года Малина, Эмилия и Галена презентовали песню «Аларма» (рус. Сигнал); в видеоклипе снималась актриса Латина Петрова.
В марте 2013 года состоялась премьера видеоклипа на песню «Виж какво» (рус. Посмотри), в котором принимал участие актёр местного сериала «Под прикрытием» Кирилл Ефремов.
В октябре 2015 года Малина выпустила песню «При теб ми е сърцето» (рус. Мое сердце с тобой. Видеоклип на эту песню был снят в Лиссабоне на побережье Атлантического океана
В 2016 году Малина выпустила две песни «Давай, питай» и «Не те забравям», который стали на данный момент последними
Сейчас Малина записывает два альбома. Также она имеет собственный балет

## Личная жизнь
Имеет сына Симеона (род. 1990).

## Дискография

### Студийные альбомы
- 2001 — Огнена звезда / Огненная звезда
- 2003 — Малина

### Сборники
- 2013 — Златните хитове на Малина  / Золотые хиты Малины

### Видеоальбомы
- 2003 — Малина
- 2007 — Malina Best Video Selection 2